# 張慧儀
張慧儀（英語：Angie Cheong Wei Yee，1970年11月4日—），馬來西亞華人，香港女演員，曾是無綫電視及亞洲電視合約藝員，目前定居於馬來西亞，偶爾參與客串演出香港或馬來西亞電影和電視劇等等；她亦是1992年馬來西亞怡保區華裔小姐冠軍。

## 個人履歷

### 早年生活
張慧儀生于馬來西亞霹靂州怡保，其家族主要是从事果園生意。她在小學時期曾就讀於怡保光明小學，而在中學時代則畢業於怡保育才中學；她早于十三岁時曾經首度參與「妙齡公主選美比賽」，1992年參加馬來西亞怡保區華裔小姐，並獲得冠軍。

### 入行经历
1993年，張慧儀決定到香港發展，並代表馬來西亞怡保參選國際華裔小姐打入最後十二強，惜最終未能奪冠，但獲得無綫電視賞識，並与之簽約，成為旗下藝員。1993年，首次演出電視劇《開心華之里》，在劇中所佔之戲份甚重，也是該劇的核心女配角之一。其後曾在《廉政行動1994》、《新重案傳真》中都以女配角身份出場。1994年，在《包青天之泣血鳳凰》中所飾演的皇后一角，嶄露頭角，演技獲得關注。
1995年，張慧儀正式加入溫馨處境喜劇《真情》劇組，與李司棋、關海山、劉丹、郭少芸等人合演。在劇中分別飾演劉丹的妹妹李彩瑤及容向海(黃智賢飾演)的歡喜冤家吳芳貴一角，於第276集彩瑤慘死一幕中，收視率急速標高因而創下處境喜劇高收視率的記錄，並與其後於第666集，歸亞美（馬蹄露 飾演）跳樓一幕的收視平等。觀看該劇的觀眾都為之感動，議論紛紛。1998年，更獲香港電台頒發「優質演藝女演員」。在拍攝《真情》期間，她渴望擔任女主角，為了找尋機會而接拍了王晶的電影《強姦3OL誘惑》及《原始武器》；因而獲得「性感女神」的稱號.
其後，張慧儀在《有肥人終成眷屬》所飾演的葉開枝及在《西遊記》、《西遊記 (貳)》所飾演的大蜘蛛精詩詩、萬妖女王，大獲好評、演技備受肯定，在古裝劇中都以單元角色身份出場，包括《聊齋 (貳)》及《西遊記 (貳)》。1999年，她短暫離開無綫電視，並轉投亞洲電視演出《我和殭屍有個約會II》及《影城大亨》。當中《我和殭屍有個約會II》，她飾演的馬叮噹一角受不少觀眾喜愛。
2003年，張慧儀與其未婚夫因感情問題大打出手後，情緒低落兼有輕生念頭的她宣布退出娛樂圈，結束與無綫電視多年來的賓主關係，離開傷心地轉往馬來西亞發展，之後再轉至中國大陸發展健康食品生意。並因此在福利院遇見她的養子，更收養了他。

### 近年发展
2009年，張慧儀宣告復出，拍攝香港電台單元劇《論盡一家人》及在中國大陸愛情勵志電視劇《愛情完了嗎》中客串主演朱漫莉一角。2013年6月20日，她暫時擱下內地的生意，抽出時間返港參演好友曾志偉監製的時裝勵志电视劇《女人俱樂部》，並在劇中擔任七大女主角之一，此劇并於2014年4月21日首播，2014年6月1日大結局播畢。 張慧儀在《女人俱樂部》飾演許珍妮 ，與陸永權大玩姊弟戀，令觀眾留下深刻印象。2013年，她跟港台電視31合拍了《獅子山下2014》裏的單元劇《夜同行》。並於2014年6月15日及22日播出，其合作演員包括有艾威、歐錦棠等。
張慧仪目前已搬回香港。她表示会繼續發展飲食生意及演出電視劇或電影，現無合約在身，亦不排除再與无綫电视合作。在《子程扮熟》的電台節目中，張慧仪透露希望於2016年返回馬來西亞，並與養子和家人一起居住。2014年9月，張慧仪在一電台節目中，表示將全面復出。2017年，她再度重返TVB參演2018年重頭劇《宮心計2深宮計》；在剧中饰演陆碧云（陆司製），與知名艺员羅霖（徐司珍）、张文慈（汪司膳）、康華（南宮司设）合作，从而更成為了现实中的好友；拍毕此剧後，她继续为TVB拍攝剧集；2018年8月中與TVB結束合約，正式恢復自由身；2019年底出席馬來西亞「第五屆世界傑出大師頒獎典禮」，更稱會全面復出。

## 家庭狀況
張慧儀曾經有一名未婚夫，兩人於2003年分手。从前，曾與藝人盧慶輝及拉丁舞王霍紹裘短暫拍拖，但最終都分手收場現時育有一名養子Hanson（張晃維），於2003年出生，其患有先天性心臟病。2018年10月在醫生建議下，接受以人工導管將上下腔靜脈連接至肺動脈的心臟手術，整個手術歷時近10小時，手術成功。

## 演出作品

### 電視劇（無綫電視）
| 首播   | 劇名                 | 角色                  |
| 1993年 | 開心華之里           | 林翠蓮                |
| 1994年 | 廉政行動1994         | 程茵                  |
| 1994年 | 新重案傳真           | Jessica               |
| 1994年 | 阿Sir早晨            | 唐寶珊                |
| 1994年 | 包青天之泣血鳳凰     | 杜詠姿（麗妃） 康皇后 |
| 1994年 | 異度凶情             | 珠 女                 |
| 1995年 | 邊緣故事             | 美 麗                 |
| 1995年 | 男人四十一头家       | 伍巧珍                |
| 1995年 | 刑事偵緝檔案         | 白 媚                 |
| 1995年 | 英雄貴姓             | 龍天嬌                |
| 1995年 | 真情                 | 李彩瑤／吳芳貴        |
| 1995年 | 水餃皇后             | 程思雅                |
| 1996年 | 有肥人終成眷屬       | 葉開枝                |
| 1996年 | 大刺客之刺馬         | 王秀如                |
| 1996年 | 西遊記               | 詩 詩（大蜘蛛精）     |
| 1997年 | 壹號皇庭V            | 張小燕 (Daisy)        |
| 1998年 | 聊齋（貳）之陸判奇談 | 章雲蘿                |
| 1998年 | 聊齋（貳）之斬妖神劍 | 花姑子                |
| 1998年 | 西遊記（貳）         | 萬妖女王（大莽精）    |
| 1998年 | 掃黃先鋒             | 張淑薇                |
| 1999年 | 金玉滿堂             | 倩 容                 |
| 1999年 | 非常保鑣             | 石小玉                |
| 2004年 | 陀槍師姐IV           | 蔣天穎                |
| 2006年 | 謎情家族             | 小琳                  |
| 2014年 | 女人俱樂部           | 許珍妮（Jenny）       |
| 2018年 | 宮心計2深宮計        | 陸碧雲（陸司製）      |
| 2019年 | 荷里活有個大老千           | 方百合                |
| 2019年 | 丫鬟大聯盟           | 上官雲英              |

### 電視劇（ViuTV）
| 首播   | 劇名       | 角色                           |
| 2019年 | 假設性無罪 | 鄧秀嬅（Yvonne）               |
| 2019年 | 娛樂風雲   | 馮雅麗                         |
| 2020年 | 歎息橋     | 李太                           |
| 2023年 | 極度俏郎君 | 李麗薇（七姐）                 |
| 2024年 | 飛黃騰達   | 曹嘉銘母親，「夢氏集團」董事長 |

### 電視劇（亞洲電視）
| 首播   | 劇名               | 角色         |
| 2000年 | 我和殭屍有個約會II | 馬叮噹       |
| 2000年 | 影城大亨           | 黃 盈/曹美蘭 |

### 電視劇（台灣）
| 首播   | 劇名     | 角色   |
| 2001年 | 新楚留香 | 史鳳凰 |

### 電視劇（邵氏兄弟）
| 首播   | 劇名             | 角色             |
| 2018年 | 守護神之保險調查 | 麥子文（麥老師） |

### 電視劇（香港電台）
| 首播   | 劇名                                        | 角色   |
| 2001年 | 現代童話2001之誤佳期 （页面存档备份，存于） | 李嫦娥 |
| 2009年 | 論盡一家人之未完的歌                        |        |
| 2014年 | 獅子山下2014夜同行                          | 慧 賢  |

### 電視劇（中國大陸）
| 首播   | 劇名         | 角色            |
| 2009年 | 愛情完了嗎   | 朱漫莉（Mandy） |
| 2010年 | 大城市小浪漫 | 苏丹红          |

### 配音
| 年份   | 劇名     | 角色            |
| 2014年 | 隋唐演義 | 蕭美娘 ( 聲演 ) |

### 主持節目
- 1993年：都市閒情

### 綜藝節目（无綫电视）
- 1995年：超級無敵獎門人
- 1997年：永安旅遊話你知：點解日本咁好玩
- 1997年：康泰最緊要好玩 真情勁玩到美國
- 1997年：超級無敵獎門人之再戰江湖
- 1998年：天下無敵獎門人
- 2002年：吾係獎門人
- 2002年：星晨旅遊斯里蘭卡、馬爾代夫真程趣
- 2002年：一觸即發
- 2005年：繼續無敵獎門人
- 2006年：美女廚房
- 2008年：鐵甲無敵獎門人
- 2013年：超級無敵獎門人 終極篇（代表《女人俱樂部》）
- 2014年：TVB最受歡迎电视广告頒獎典禮 ( 代表《女人俱樂部》)
- 2016年：我愛香港
- 2021年：日日媽媽聲

### 綜藝節目（ViuTV）
- 2020年：吃掉前男友

### 綜藝節目（香港開電視）
- 2022年：曬Ya馬拉Moi

### 採訪節目（創世電視）
- 2014年：張慧儀見證 -《上帝賜我小天使》

### 電台節目
- 2014：有誰共鳴
- 2014：靜默的革命
- 2014：子程扮熟

### 電影
| 年份   | 電影名                        | 角色        |
| 1993年 | 《水浒笑传之林冲打鸭》        | 孙二娘      |
| 1996年 | 《去吧！揸Fit人兵团》         | Crystal     |
| 1996年 | 《奇异档案》                  | 李美珍      |
| 1997年 | 《超级无敌追女仔》            | Money       |
| 1997年 | 《超级无敌追女仔2之狗仔雄心》 | Candy       |
| 1997年 | 《我对你有感觉》              | Joyce       |
| 1998年 | 《爱在娱乐圈的日子》          | 溫 馨       |
| 1998年 | 《强奸3OL诱惑》               | 何慧儀      |
| 1998年 | 《龙在江湖》                  | 阿 嬋       |
| 1998年 | 《偉哥的故事》                | 波 波       |
| 1999年 | 《民间故事之蛇界》            | 張小嫻      |
| 1999年 | 《赌侠1999》                  | Fanny/小 芬 |
| 1999年 | 《原始武器》                  | 黃小玲      |
| 2000年 | 《山村老尸II之色之恶鬼》      | Coffee      |
| 2000年 | 《阴阳路12之美容尸》          | Sun         |
| 2000年 | 《以眼還眼》                  | Carmen      |
| 2000年 | 《變態殺人狂》                | 美 玲       |
| 2001年 | 《有情饮水饱》                | 心理醫生    |
| 2002年 | 《七月七日回魂夜》            | 宋楚雲      |
| 2002年 | 《獸性新人類之艷星劫》        | 馮愛蓮      |
| 2003年 | 《罪恶先锋》                  | 心 仪       |
| 2003年 | 《水滸笑傳之黑店尋宝》        | 孙二娘      |
| 2004年 | 《血胎换骨》                  | Fanny       |
| 2004年 | 《决不开枪》                  | 孟 芸       |
| 2004年 | 《精装追女仔》                | 阿 苳       |
| 2004年 | 《一封没有寄出的信》          | 秋 月       |
| 2004年 | 《男人三部曲》                | 刘毅母親    |
| 2006年 | 《残酷拳霸》                  | 小 柔       |
| 2006年 | 《莫负青春》                  | 尤 敏       |
| 2009年 | 《蓝月恋曲》                  | 蘇丹紅      |
| 2015年 | 《陀地驅魔人》                | 黑哥太太    |
| 2017年 | 《我們的6E班》                |             |
| 2023年 | 《爆裂點》                    | 李振邦前妻  |

## 曾獲獎項
| 年代   | 頒獎/機構            | 獎項                               | 劇名     | 角色                  | 結果              |
| 1992年 | 馬來西亞怡保華裔小姐 | 冠軍                               |          |                       | 獲獎              |
| 1997年 | 萬千星輝頒獎典禮     | 最佳感人戀情獎                     | 《真情》 | 吳芳貴（與黃智賢合演) | 提名 （最後七強） |
| 1998年 | 香港電台             | 優質演藝女演員                     | 《真情》 | 李彩瑤/吳芳貴         | 獲獎              |
| 1998年 | 香港電台             | 最受歡迎熒幕情侶獎（與黃智賢合演） | 《真情》 | 李彩瑤/吳芳貴         | 獲獎              |
| 1999年 | 壹週刊               | 最完美體態藝人                     |          |                       | 獲獎              |
| 2014年 | 3週刊                | 「星級愛心媽媽」獎                 |          |                       | 獲獎              |

## 外部連結
- 張慧儀Angie Cheong的Facebook專頁
- AngieCheong张慧仪的Instagram帳戶
- 张慧仪ANGIE的新浪微博
- 張慧儀美人俱樂部的新浪微博
- 张慧仪粉丝俱乐部的新浪微博
- 張慧儀在互联网电影资料库（IMDb）上的資料（英文）（英文）
- 在AllMovie上張慧儀的頁面（英文）
- 張慧儀在香港影庫上的簡介
- 張慧儀在豆瓣上的资料（简体中文）
- 張慧儀在时光网上的簡介（简体中文）